# 羽多野・寺島 Radio 2D LOVE
羽多野・寺島 Radio 2D LOVE（はたの・てらしま　ラジオ ツーディー ラブ）は、ニコニコチャンネルで配信されているインターネットラジオ番組。2020年9月25日まで文化放送 超!A&G+にて放送されていた。

## 番組概要
「アニメ、サブカルチャーを取り上げ、世の中をもっと元気にしていこうという開拓・開墾ラジオ」と銘打っている。
放送時間
- 超!A&G+（2010年4月9日 - 2020年9月25日）
  - 2010年4月9日 - 2012年6月29日

毎週金曜日 24:00 - 24:30（リピート放送：土曜日13:30 - 14:00、月曜日12:00 - 12:30）
- 2012年7月6日 - 2016年4月1日

毎週金曜日 24:00 - 24:30（リピート放送：土曜日11:00 - 11:30、月曜日12:00 - 12:30）
- 2016年4月8日　- 2018年9月29日

毎週金曜日 23:30 - 24:00（リピート放送：土曜日11:00  - 11:30、月曜日11:30 - 12:00）
- 2018年10月6日　- 2020年9月25日

毎週金曜日 23:30 - 24:00（リピート放送：月曜日11:30 - 12:00）
※リピート放送の他にも、番組のニコニコチャンネル内にて一週間限定で無料配信している（毎週月曜日夕方ごろ更新）。
有料会員は過去アーカイブ等も視聴可能になっている。
※2020年5月まで翌週木曜日に一週間限定でマリン・エンタテインメント特設ページに配信されていた。
- ニコニコチャンネル（2020年10月2日 - ）
  - 2020年10月2日 - 2023年8月25日

毎週金曜日 23:30より配信
- 2023年9月1日 -

毎週金曜日 22:00より配信
無料視聴は翌週木曜の23:59まで。有料会員は過去アーカイブ等も視聴可能になっている。
2023年9月1日より会員向けオマケ配信を開始（配信日から5週間視聴可能）。
- マリン・エンタテインメントYouTubeチャンネル（2023年9月1日 - ）
  - 2023年9月1日 -

毎週金曜日 22:00よりプレミアム公開、配信日翌週の月曜昼ごろまでの限定公開

パーソナリティ
- 羽多野渉
- 寺島拓篤

## コーナー
- ぶらり覇王道

アニメイト、そしてパーソナリティ2人の夢を様々な方法で開拓・開墾していく。
- みんなの声、聴いてみようぜ

テーマを決めて、リスナーからテーマに当てはまるキャラクターやシーンを募集する。

### 過去のコーナー
- フェイバリットプレゼンバトル

パーソナリティ2人が好きなものを熱く自慢しあう対決コーナー。
2人のプレゼンを聞いて「どちらが良かったか」の判定をリスナーに送ってもらう
- HPT（放送中プレゼンタイム）

「フェイバリットプレゼンバトル」からのリニューアル。
パーソナリティ2人が隔週で好きなものを熱く紹介する。
紹介の際、3つのポイントに絞って紹介する。
- オレたちの歌を聞け～～！！

パーソナリティーのおすすめ曲やリスナーからの思い出の曲を紹介する(現在はCDをリリースする際に収録楽曲を流している)
- ２次元ベストーク！

「ベスト○○」というテーマを決めて、リスナーからテーマに当てはまるキャラクターやシーンを募集する。
- プレゼンコーナー

二人が隔週交代で好きなものを紹介していく。年度毎にコーナー名のみ下記のように変更されている。
2012年度：ぷれぜん！
2013年度：ぷれぜん！！
2014年度：プレゼンスクール
2015年度：プレゼントフォーユー
2016年度：らららプレゼンテーション
2017年度～：Presented by 2DLOVE

## ゲスト
- 第9回（2010年6月4日） - 森川智之（DJCDvol.1ではBLACK VELVETボーカル・Toshiyuki名義で記載されている。）
- 第22回（2010年9月3日） - 間島淳司
- 第36回（2010年12月10日） - 市来光弘
- 第69回（2011年7月29日） - 前野智昭
- 第96回（2012年2月3日） - 立花慎之介
- 第129回（2012年9月21日） - 杉山紀彰
- 第140回（2012年12月7日） - 江口拓也
- 第141回（2012年12月14日） - 間島淳司
- 第178回（2013年8月30日） - 小野大輔、近藤孝行
- 第392回（2017年10月6日） - 野上翔
- 第393回（2017年10月13日） - 千葉翔也
- 第447回（2018年10月26日） - 松本慶祐
- 第449回（2018年11月9日） - 西山宏太朗、中島ヨシキ
- 第450回（2018年11月16日） - 西山宏太朗、中島ヨシキ
- 第469回（2019年3月29日） - 平川大輔
- 第482回（2019年6月28日） - 林勇
- 第483回（2019年7月5日） - 林勇
- 第495回（2019年9月27日） - 松本慶祐
- 第557回（2020年12月4日） - 千葉翔也
- 第558回（2020年12月11日） - 千葉翔也

## 音楽CD
番組から誕生したアニソンカバーユニット「M.O.E.」名義。
ユニット名は『MUSIC OTAKU ENTERTAINMENT』が元の意味。豪華盤・通常盤・アニメイト限定盤の3仕様で販売。
| 発売日                                                                        | 商品名                                               | 楽曲 | 備考 |
| ----------------------------------------------------------------------------- | ---------------------------------------------------- | --- | --- |
| 2011年6月8日                                                                  | 俺たちの歌を聴くCD                                   | YOU GET TO BURNING What's Up Guys? Blue Velvet Second Flight 光の戦士たち 葛飾ラプソディー 少年期 アンバランスなKissをして | 略称「オタクCD」 |
| 2012年3月28日                                                                 | もっと笑顔になるCD                                   | 走れ正直者 邪魔はさせない まかせて!チン・トン・シャン’93 エルドラド Tactics それでも明日はやってくる                       | 略称「もえるCD」 アニソンエンディング縛り                                                                                    |
| 2013年1月23日                                                                 | 愛がつながっていくCD                                 | ELEMENTS 特捜ロボ ジャンパーソン ジグザグ青春ロード JIKU～未来戦隊タイムレンジャー～ 誰かが君を愛してる Shout out          | 略称「あついCD」 特撮縛り。ゲストは間島淳司。                                                                                |
| 2014年4月9日                                                                  | あの日に夢見たCD                                     | endscape Chain 君のままで ドラマチック 銀河鉄道は遙かなり READY!!                                                          | 略称「アニメCD」 M.O.E.縛り（羽多野渉、寺島拓篤が出演した作品）                                                              |
| 2015年4月22日                                                                 | あの感動をすべての人に贈るCD                         | DUAL! TRUST 風の眠る島 my best friend 空にかける橋 Shooting Star                                                           | 略称「ノンスクCD」 WOWOWノンスクランブル縛り                                                                                 |
| 2016年4月20日                                                                 | おとなになってもお茶目なCD                           | GET THE WORLD Wild Flowers Days -愛情と日常- ドリーミング・A・GO-GO FOR THE DREAM ニブンノイチ                             | 略称「おもちゃCD」 ホビーアニメ縛り                                                                                          |
| 2017年5月31日                                                                 | キミと一緒ならメロディも勇気になるCD                 | お願い！シンデレラ Make it! 愛・おぼえていますか Shocking Party 未来形アイドル Snow halation                               | 略称「キラメキCD」 アニメ女性アイドルソング縛り                                                                              |
| 2018年6月20日                                                                 | めっちゃかっこいいCD                                 | フューチャー・ヒーロー DREAMS トップをねらえ！～Fly High～ 嵐の中で輝いて キングゲイナー・オーバー! 御旗のもとに           | 略称「メカCD」 メカ・ロボットアニメ縛り                                                                                      |
| 2019年8月14日                                                                 | あの頃の想いがはじけるCD                             | piece of youth 青い栞 僕らの夏の夢 ロマンス ヒカリアレ 天使のゆびきり                                                      | 略称「アオハルCD」 青春縛り                                                                                                  |
| 2020年10月7日→2020年10月21日に変更                                            | MUSIC OTAKU ENTERTAINMENT CD                         | Nameless Story sunlight avenue ハートシグナル 覚醒のAir Undefined Passion 流星のパルティトゥーラ                           | 略称「M.O.E.CD」 お互いのソロ名義曲カバー＋オリジナル楽曲。 オリジナル楽曲2曲は2020年7月26日より先行ダウンロード配信された。 |
| 2023年4月26日 （2022年12月開催のOriginal Entertainment Paradiseにて先行販売） | M.O.E. ANISON COVER SINGLE CONVICTION-FIGHTING GIRL- | コネクト Give a reason 輪舞-revolution                                                                                     | M.O.E.初のカバーシングルCD。 テーマ「たたかう女の子アニメ」                                                                  |

## 関連商品
DJCD
- 羽多野・寺島 Radio 2D LOVE DJCD vol.01(2010年8月13日） - 豪華盤・通常盤・アニメイト限定盤
- 羽多野・寺島 Radio 2D LOVE DJCD vol.02(2010年12月29日） - 豪華盤・通常盤・アニメイト限定盤
- 羽多野・寺島 Radio 2D LOVE DJCD vol.03(2011年4月27日） - 豪華盤・通常盤・アニメイト限定盤
- 羽多野・寺島 Radio 2D LOVE DJCD vol.04(2011年8月12日） - 豪華盤・通常盤・アニメイト限定盤
- 羽多野・寺島 Radio 2D LOVE DJCD vol.05(2011年12月29日） - 豪華盤・通常盤・アニメイト限定盤
- 羽多野・寺島 Radio 2D LOVE DJCD vol.06(2012年5月9日） - 豪華盤・通常盤・アニメイト限定盤
- DJCD 愛弐と開拓☆2D LOVE in 北海道<上巻>(2013年8月28日） - 豪華盤・アニメイト限定盤
- DJCD 愛弐と開拓☆2D LOVE in 北海道<下巻>(2013年10月23日） - 豪華盤・アニメイト限定盤
- DJCD 愛弐と開拓☆2D LOVE in 広島<上巻>(2014年9月26日） - 豪華盤・アニメイト限定盤
- DJCD 愛弐と開拓☆2D LOVE in 宮島<下巻>(2014年11月27日） - 豪華盤・アニメイト限定盤
- すぺさるあーかいぶMP3DVD(2018年6月10日) ※羽多野・寺島 Radio 2D LOVE 公開イベント「ぼくらとみんなのつーでぃらぶ」限定販売
- 羽多野・寺島 Radio 2DLOVE　祝★500回記念スペシャル〜はじめてのAGF〜(2019年11月9日) ※アニメイトガールズフェスティバル2019バンドルチケット[5]

DVD
- 2D LOVE式 地域活性化計画 in 秩父 （2012年4月25日） - 通常盤・アニメイト限定盤
- 2D LOVE式 南国二次元探索計画 in 沖縄 （2012年8月10日） - 通常盤・アニメイト限定盤
- 2D LOVE式 WGP in GUAM＜上巻＞ （2016年1月27日） - 通常盤・アニメイト限定盤
- 2D LOVE式 WGP in GUAM＜下巻＞ （2016年3月24日） - 通常盤・アニメイト限定盤
- 2D LOVE式 湯けむり温泉 美少女三昧 in 岐阜 （2016年9月28日） - 通常盤・アニメイト限定盤
- 2D LOVE式 二次元道を極める in 茨城 （2018年10月24日） - 通常盤・アニメイト限定盤
- M.O.E. 1st Live「up」（2021年10月20日） - 通常盤（DVD、Blu-ray）・アニメイト限定盤（Blu-ray）

## イベント
- 2013年1月20日 - ワイワイ２次元ワールド2013 in 横浜（横浜BLITZ）
- 2014年8月31日 - 羽多野・寺島のゆかいな冒険～愛弐出すと来る★ダース～（サンシティ越谷市民ホール（大ホール））[6]
- 2015年8月2日 - 羽多野・寺島の可能性感じるイベント！（サンシティ越谷市民ホール（大ホール））
- 2016年10月2日 - 羽多野・寺島のたすけて2DLOVE!!  陽-YO-(昼の部)/羽多野・寺島のたすけて2DLOVE!! 陰-IN-(夜の部)　(狭山市民会館(大ホール))[7]
- 2017年9月3日 - TOKYO 2DLOVE NATION!!(第一部)/TOKYO 2DLOVE MARINE!!(第二部)　(舞浜アンフィシアター)[8]
- 2018年6月10日 - Radio 2D LOVE 公開イベント　ぼくらのつーでぃらぶ(第一部)/みんなのつーでぃらぶ(第二部)　(豊洲PIT)[9]
- 2021年2月7日 - M.O.E. 1st Live「up」（無観客配信LIVE イープラス「Streaming+」）[10]
- 2021年10月23日 - 羽多野・寺島 Radio 2D LOVE～荒川記念～(第1部)/～サンパールステークス～(第2部)（サンパール荒川）
- 2022年9月11日 - つーでぃーら部 学園祭 ～いっしょに次元を超えてみませんか～（科学技術館サイエンスホール）
- 2023年4月16日 - RADIO 2DLOVE ダークネスバトル～集えオタクファイター～（アニメイトシアター）[11]
- 2024年3月31日 - オフィス2DLOVE社員研修（アニメイトシアター）[12]